# IC 344
IC 344 ist eine leuchtschwache Balken-Spiralgalaxie vom Hubble-Typ SBbc im Sternbild Eridanus südlich des Himmelsäquators. Sie ist schätzungsweise 241 Millionen Lichtjahre von der Milchstraße entfernt und hat einen Durchmesser von etwa 65.000 Lichtjahren.
Im selben Himmelsareal befinden sich u. a. die Galaxien NGC 1397, NGC 1417, NGC 1418, NGC 1424.
Die Typ-Ia/P-Supernova SN 1991bj wurde hier beobachtet.
Das Objekt wurde am 17. Oktober 1827 vom britischen Astronomen John Herschel entdeckt.